# Шапел ди Шатлар
Шапел ди Шатлар (фр. Chapelle-du-Châtelard) је насељено место у Француској у региону Рона-Алпи, у департману Ен (Рона-Алпи).
По подацима из 2011. године у општини је живело 357 становника, а густина насељености је износила 26,7 становника/km².

## Демографија
| 1962. | 1968. | 1975. | 1982. | 1990. | 2011. |
| ----- | ----- | ----- | ----- | ----- | ----- |
| 237   | 210   | 202   | 242   | 247   | 357   |